# Dirce Tutu Quadros
Dirce Maria do Valle Quadros, conhecida por Dirce Tutu Quadros, (São Paulo, 28 de dezembro de 1943 — Los Angeles, 28 de agosto de 2014), foi uma assessora, bióloga e política brasileira.

## Biografia
Filha única do ex-presidente da república do Brasil Jânio Quadros e de Eloá do Valle Quadros. Dirce Maria casou-se aos dezesseis anos de idade com o jornalista Alaor José Gomes, que trabalhava no gabinete do pai, então governador, tendo o casal três filhas. Mais tarde, separando-se, Dirce Maria se casou novamente e foi morar nos Estados Unidos, sendo que teve um filho de prenome John Jânio.
Dirce Tutu Quadros graduou-se em biologia e fez doutorado em citologia na Universidade do Texas em Austin, entre 1968 e 1972.
De 1970 até 1974, trabalhou na NASA como pesquisadora. Assim, acabou por residir durante 17 anos nos Estados Unidos, o que gerou rumores sobre sua nacionalidade. Questionavam sua naturalização norte-americana. Entretanto, Dirce garantiu que nunca pediu a nacionalidade e que contestava o documento, que nunca passou de um mero xerox.
Em 1985, retorna ao Brasil, em Brasília, e alia-se ao Partido  Democrático Social (PDS). No ano seguinte, lança-se como candidata a deputada federal pelo Partido da Frente liberal (PFL).
Segundo Dirce, o pai, Jânio Quadros, com quem divergia ideológica e politicamente, demonstrava-se isento na questão de sua carreira. Não apoiava, mas também não proibia.
Afirmava que Jânio era uma pessoa austera, um grande administrador. Entretanto, garantia ser mais democrata e defendia a renovação das ideias do país, não apoiando a prorrogação do mandato dos prefeitos, por exemplo, defendida pelo pai.
Seu início de carreira foi difícil. Suas fichas de filiação foram roubadas e sua candidatura foi impugnada sob a afirmação de que não havia completado um ano de domicílio eleitoral em São Paulo, causa ganha por decisão do Tribunal Regional Eleitoral. Apesar das complicações, Tutu foi eleita em Novembro de 1986 pelo Partido Trabalhista Brasileiro (PTB), já que havia se desligado do PSC dias antes.
Dirce Maria era divorciada do jornalista Alaor José Gomes, com quem teve três filhas. Depois, engajou um relacionamento com o norte-americano Michael Stong Mulcahy, e teve mais três filhos, norte-americanos, também tendo se divorciado.
Em 1987, casou-se pela terceira vez. Agora com Marco Antônio Mastrobuono, secretário de planejamento do, na época prefeito, Jânio Quadros. Por isso, Mastrobuono foi demitido. O pai de Tutu não aprovara o casamento. A tensão aumentou quando acusou o pai de esconder irregularidades no governo, em 1987. Fato que levou-a a ser internada numa clínica psiquiátrica. Dirce alega que os três médicos que assinaram sua internação não a viam há anos, e fizeram isso sem a examinar.
Pouco tempo depois, enviou uma carta ao presidente da Assembleia Constituinte, Ulisses Guimarães, pedindo um afastamento de 30 dias para que pudesse realizar um tratamento médico nos EUA. Quando retornou ao cargo, em 1987, alegou que estava sofrendo pressões familiares e do diretor da clínica em que foi internada. Para isso, surgiu um Habeas Corpus Preventivo.
A irresponsabilidade com que a prática era feita no Brasil, já que não foi a única a passar por isso, levou Dirce a apresentar uma emenda constitucional que proibia internamentos psiquiátricos, exceto sob a presença de um curador do Estado e de médicos qualificados.

Em junho de 1988, filiou-se ao Partido da Social Democracia Brasileira (PSDB).  Leonel Júlio, suplente, pediu a cassação de seu mandato alegando a sua naturalização como americana. O pedido foi arquivado por José Fernando Eichenberg, ministro interino da Justiça.
Dirce atuou nas áreas de "defensoria pública, planejamento familiar e creche. Também foi membro da comissão de Soberania, da comissão de Direitos e Garantias do Homem e da Mulher e da subcomissão de direitos individuais." Dirce votou a favor "do rompimento de relações diplomáticas com países que praticassem políticas de discriminação racial, do limite dos encargos da dívida externa, do voto facultativo aos 16 anos, do mandado de segurança coletivo, da descriminalização do aborto, da proibição do comércio de sangue, da estatização do sistema financeiro, do limite de 12% ao ano para os juros reais, da estabilidade no emprego, do turno ininterrupto de seis horas, da jornada semanal de 40 horas, da remuneração 50% superior para o trabalho extra, do aviso prévio proporcional, da pluralidade sindical, da criação de um fundo de apoio à reforma agrária, da desapropriação da propriedade produtiva e da legalização do jogo do bicho. E contra a pena de morte, o presidencialismo e o mandato de cinco anos para o então presidente José Sarney." Citação retiradas do Artigo Biográfico de Dirce Maria Tutu Quadros, elaborado pela Fundação Getúlio Vargas.
Em 1990, tentou a reeleição no Partido do Movimento Democrático Brasileiro (PMDB), entretanto, não aconteceu. O problema estava relacionado  à ligação ao seu pai, Jânio Quadros, na época reconhecido como um "inimigo do partido".
Em 1991, deixou a Câmara e voltou ao Estados Unidos. Retornou devido ao estado de saúde de Jânio, que havia tido um derrame. Após sua morte, em 16 de fevereiro de 1992, partiu para os Estados Unidos.
Em 2002, surge uma nova questão. Dirce Maria do Valle Quadros, única herdeira do patrimônio do pai, entrou com um recurso especial para obter informações sobre possíveis depósitos efetuados no Brasil. Entretanto, o pedido foi negado pelo Tribunal de Justiça do Estado de São Paulo (TJ/SP), já que a interpretação foi de que o órgão não tem autoridade para formular inventários e realizar partilha de bens para residentes fora do país.
Em decorrência de um enfisema pulmonar, veio a falecer 28 de agosto de 2014, aos 70 anos, em Los Angeles, Califórnia, local em que passou a residir a partir do retorno, após ficar internada por curto período de dias em uma clínica que trata de indivíduos com doenças terminais.

## Detalhes da carreira Política
Em 1986, Dirce candidatou-se a deputada federal constituinte, no entanto teve problemas com sua candidatura, o que a obrigou a filiar-se ao Partido Social Cristão, após o desaparecimento de suas fichas de filiação. Após sua eleição em 1986, pouco tempo antes de sua posse, ela se desvinculou do PSC e se filou ao PTB (Partido Trabalhista Brasileiro) e cumpriu o mandato até 1991.
Em 1987, discursou na Câmara dos Deputados, defendendo o parlamentarismo e o voto popular para eleição de Presidentes da República e dos integrantes do Congresso Nacional.
Dirce Quadros era contra o mandato de 5 anos de José Sarney, e contra o presidencialismo.
Após um período no PTB, inscreveu seu nome como uma das fundadoras do Partido da Social Democracia Brasileira (PSDB) em 1988. No segundo semestre desse mesmo ano, Leonel Júlio pediu a cassação do mandato de Tutu Quadros, afirmando que por ela ser uma americana naturalizada, ela não poderia continuar no parlamento brasileiro. O processo foi arquivado por José Fernando Eichenberg, na época, ministro interino da justiça.
Saindo do PSDB, candidatou-se à reeleição pelo PMDB em 1990, sem sucesso. Desde então, abandonou a política e passou a residir nos Estados Unidos.
Seu filho, de casamento posterior, John Jânio (Jânio Quadros Neto) também tentou ingressar na política, candidatando-se a deputado estadual por São Paulo nas eleições de 1994 e 2006, não obtendo, entretanto, êxito em ambas as oportunidades.